# مركز العدالة ليوبن
مركز العدالة هو سجن ومجمع محاكم في مقاطعة شتايرمارك بالنمسا.

## العمارة
المبنى زجاجي ذو تصميم فاخر.

## السجن
يتسع هذا السجن لـ205 سجينًا.